# Остромирово Евангелие
Остроми́рово Ева́нгелие — вторая по древности (из обнаруженных) и древнейшая пергаментная рукописная книга Киевской Руси, написанная в середине XI века. Ценнейший памятник старославянского языка древнерусского извода. Рукопись хранится (с 1806 года) в Российской национальной библиотеке (шифр F.п. I.5.).

## Описание рукописи
Евангелие-апракос, написано крупными, прямо стоящими буквами уставного письма. Красивый и наиболее торжественный стиль письма русских книг XI—XIV вв. Размер букв постепенно возрастает к концу книги (от 5 до 7 мм). Текст написан в два столбца по 18 строк на участке страницы размером около 20×24 см. Рукопись состоит из 294 листов тонкого белого пергамента, который подчеркивает четкость текста. Имеется несколько листов с зашитыми разрезами и с дырками (в местах укусов оводов), которые имелись до написания текста.

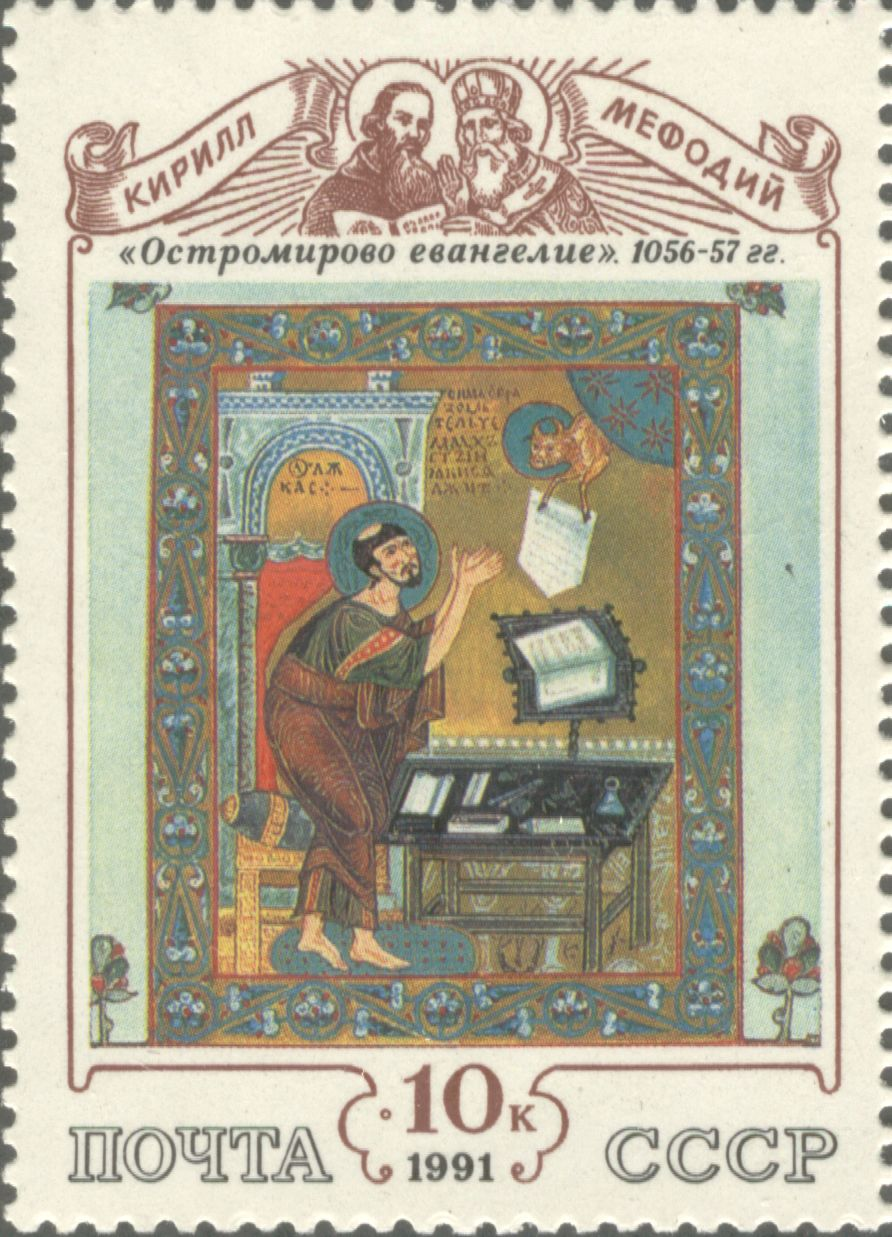
Почтовая марка СССР, 1991. Серия Культура русского средневековья XI—XVI века: «„Остромирово Евангелие“. 1056—57 гг.», оформление Герман Комлев

## Содержание рукописи
Остромирово Евангелие-апракос включает в себя различные тексты и отрывки, предназначенные для богослужений (чтения от Иоанна, Матфея, Марка и Луки). Оно начинается с чтения для пятидесяти дней от Пасхи до Пятидесятницы (л. 2а — 56г), затем идут чтения от Пятидесятницы к «Новому лету» (л. 58а-88б), то есть празднику Новолетию (тексты, озаглавленные как «Начатъкъ новомоу летоу», читающиеся по субботам и воскресеньям на протяжении оставшейся части года — 18 недель) (л. 89а-119в). Здесь же присутствуют чтения для мясопустной и сыропустной недель (л. 119в-124в). Далее следуют чтения для шести неделей «Святаго поста» (Великого поста) (л. 127-143в), субботних и воскресных дней, а также для каждого дня Страстной недели (л. 143в-204в), 12 Евангельских чтений «въ пресвятую муку Господа нашего Исуса Христа» (чтения Святых страстей) (л. 164) и «11 Евангелий» — воскресных чтений по утрам (л. 204в-210г). Остромирово Евангелие заканчивается чтениями, соответствующими месяцеслову (л. 210г-288в), озаглавленными как «Сборникъ цьркъвьныи, начинается от месяца септября до месяца авгоста, рекомаго зарева», и некоторыми другими текстами, предусмотренными к чтению на частные потребы и случаи, а именно «на священие церкви» (л. 288в); «в память страху» (л. 288в-289в); «в победу царю на брани» л. 289в-289г); «над черноризцем» (л. 289г); «за болящая мужа и жены» (л. 289г); «над олеем» (л. 289г-120в); «над бесьнующиимися» (л. 290в). Заключают апракос Евангельские чтения страстной пятницы по часам (л. 290в-294в).
Остромирово Евангелие может быть условно поделено на две основные части, что свойственно и другим Евангелиям-апракосам. В первой части рукописи чтения в целом относятся к подвижному кругу церковного календаря, зависящему от лунного календаря Вторая часть же связана с солнечным кругом и преимущественно охватывает постоянные календарные праздники. Евангелие состоит из разделов или же циклов, которые обособляются друг от друга различными миниатюрами, заставками. Каждый раздел, в свою очередь, соответствует определённой певческой книге или её циклам.

## Создание и датировка
Написана дьяконом Григорием в 1056—1057 годах для новгородского посадника Остромира, который в надписи книги назван «близоком» (родственником) князя Изяслава Ярославича. Рукопись особо интересна тем, что в конце неё переписчик подробно рассказал об обстоятельствах её изготовления и о времени работы:

Слава Тебе, Господи, Царь небесный, что сподобил меня написать Евангелие сие. Начал же писать его в лето 6564, а закончил в лето 6565. Написал же Евангели сие рабу Божию, нареченному в крещении Иосифом, а по-мирски — Остромиром, родственнику князю Изяславу, в то время, когда Изяслав князь предержал власть и отца своего Ярослава и брата своего Владимира. Сам же Изяслав князь держал стол отца своего Ярослава в Киеве, а стол брата своего поручил управлению родственнику своему Остромиру в Новгороде. Много же лет даруй [, Господи,] приобретшему Евангелие сие на утешение многим душам христианским, да и ему Господь благословение святых евангелистов, Иоанна, Матфея, Луки, Марка и святых праотцов Авраама, и Исаака, и Иакова, самому ему, и жене его Феофане и чадам его, и женам чад их. Здравствуйте же многие годы, соблюдая поучение свое. Аминь.
Я, Григорий диакон, написал Евангелие, и если кто лучше сего напишет, то пусть не зазирает меня, грешника. Начал же писать месяца октября в 21 день, на память Илариона, а окончил месяца мая в 12 день на память Епифана. Молю же всех почитающих, не проклинайте, но исправив, прочитайте, что и святой апостол Павел говорит: «Благословите, а не проклинайте». Аминь.
Оригинальный текст (ст.-слав.)Слава тебе г(оспод)и ц(ар)ю н(е)б(е)сьныи. яко подоби мя написати еу(ан)г(е)лие се. почахъ же е писати. Въ лет(о) .6564. А оконьчахъ е въ лет(о) .6565. Написахъ же еу(ан)г(е)лие се. рабоу б(о)жию нареченоу сущоу въ кр(е)щении иосифъ. а мирьскы остромиръ. близокоу сущоу изяславоу кънязоу. изяславоу же кънязоу тогда предрьжящоу обе власти и о(т)ца своего ярослава. и брата своего володимира. самъ же изяславъ кънязь . правлааше столъ о(т)ца своего ярослава кыеве. А брата своего столъ поручи правити близокоу своемоу остромироу нове городе. Мънога же лет(а) дароуи въсътяжавъшоумоу еу(ан)г(е)лие се. на оутешение мъногамъ д(у)шамъ кр(ь)стияньскамъ. да и емоу г(оспод)ь б(ог)ъ бл(агослове)ние с(вя)тыхъ Еванг(е)листъ. и иоана. матфеа. лоукы. марк(а). и с(вя)тыхъ прао(те)ць. Авраама. и исаака. и иякова. самомоу емоу. и подроужию его. феофане. и чядомъ ею. и подроужиемь чадъ ею. съдравьствоуите же мънога лет(а). съдрьжаще пороучение свое. АМИНЪ.

АЗЪ ГРИГОРИИ ДИякон(ъ). написахъ еу(ан)г(е)лие е. да иже горазнее сего напише. то не мози зазьрети и мьне грешьникоу. почахъ же писати м(е)с(я)ца октяб(ря) .21. на памят(ь). илариона. А оконьчах(ъ). м(е)с(я)ца. маия въ .12. на па(мя)т(ь) епифана .:. молю же вьсехъ почитающихъ не мозете кляти. нъ исправльше. почитаите Тако бо и с(вя)ты(и) ап(осто)лъ паулъ гл(агол)етъ. Бл(агослови)те. А не кленете. .:. АМИНЪ .:.

Таким образом, Остромирово Евангелие — древнейший точно датированный объёмный рукописный памятник, созданный на Руси.
Согласно новейшим исследованиям, кодикологические характеристики, техника художественного оформления, уставные и календарные особенности Остромирова Евангелия полностью соответствуют времени создания кодекса, указанному дьяконом Григорием.

## История обнаружения и издания рукописи

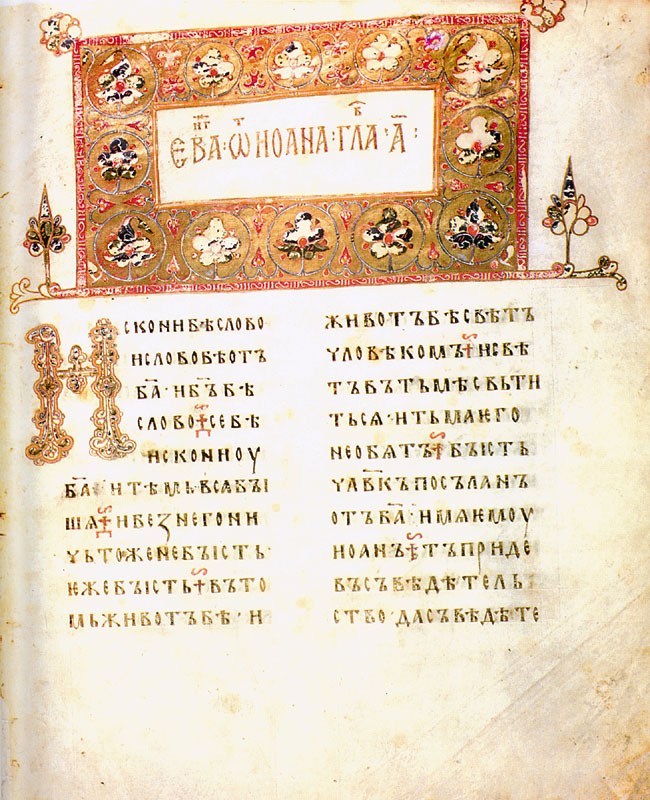
Остромирово Евангелие. Лист 2.

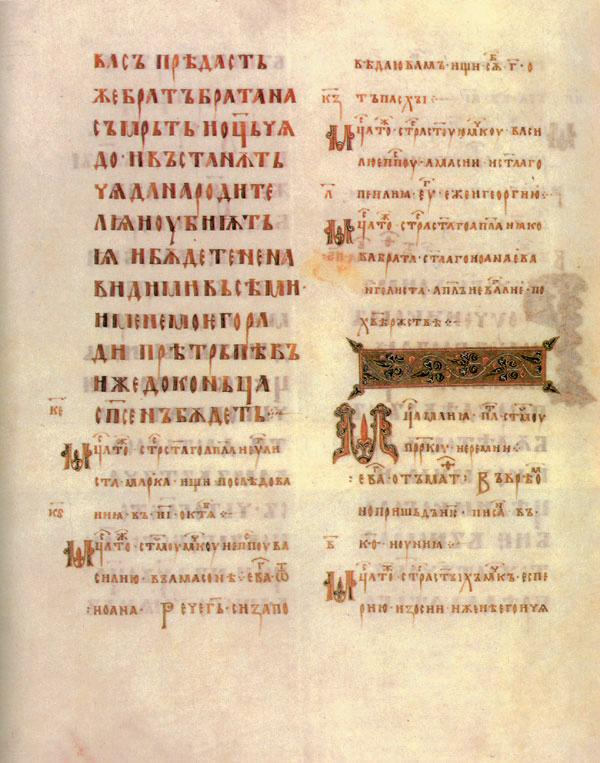
Остромирово Евангелие. Лист 271 об.

В Остромировом Евангелии присутствует запись скорописью XVII века: «Евангелие Софейское апракос». Исходя из этих данных, рукопись предположительно находилась в Софийском соборе в Великом Новгороде на протяжении нескольких веков, пока не была перевезена в Москву.
Задокументированная история евангелия начинается с XVIII века. В 1701 году рукопись упомянута в описи имущества Воскресенской церкви в составе Верхоспасского собора. В 1720 году по приказу Петра I евангелие было отослано, наряду с другими старыми книгами, в Санкт-Петербург.
Следующее известие об Остромировом Евангелии приходится лишь на 1805 год. После кончины Екатерины II в её покоях рукопись нашёл служивший при императрице Я. А. Дружинин. Сохранилась записка одного из первых исследователей евангелия А. Н. Оленина к Я. А. Дружинину, в которой он интересовался историей Остромирова Евангелия. На этой же записке были приписаны ответы Дружинина (датированные 20 апреля 1806 года), из которых ясно только время и место обнаружения рукописи; как и когда она попала во дворец было неизвестно.
Интересно, что именно тогда на последней странице евангелия была обнаружена запись диакона Григория, свидетельствовавшая о дате написания рукописи — середина XI века.
В 1806 году Я. А. Дружинин поднёс рукопись в дар Александру I. Император распорядился передать книгу на хранение в Императорскую публичную библиотеку (ныне Российская национальная библиотека), где она хранится и поныне.
А. И. Ермолаев, ученый-хранитель Императорской публичной библиотеки, а также один из первых исследователей евангелия, сделал рукописную копию всего текста, которой пользовались во время первого лингвистического исследования рукописи. Копия точь-в-точь воспроизводила каждую строку, надстрочные знаки и пометы оригинального текста. К первой странице книги была прикреплена уже упомянутая записка А. Н. Оленина к Я. А. Дружинину.
Остромирово Евангелие было использовано Н. М. Карамзиным (первым публикатором «Послесловия» диакона Григория) как исторический источник в «Истории государства Российского». Ссылаясь на приписку диакона Григория, Карамзин указал на подлинную дату смерти заказчика рукописи Остромира, отличную от той, которая упоминалась в поздних русских летописях.
Первое научное издание Остромирова Евангелия (под названием «Остромирово Евангелие 1056—1057 года. С приложением греческого текста Евангелий и с грамматическими объяснениями») было подготовлено академиком А. X. Востоковым в 1843 г. с приложением краткой грамматики, словаря и греческого подстрочного текста. Для этого издания (не факсимильного, а наборного) был изготовлен специальный славянский шрифт, по возможности точно воспроизводящий почерк оригинала. (Существует репринт: Wiesbaden, 1964.)
Одним из факсимильных изданий было фотолитографическое издание (черно-белое, с цветными миниатюрами и первой заставкой), выполненное в 1882 году купцом Ильёй Савинковым. Благодаря этому изданию Остромирово Евангелие стало известным по всей России, и многие учебные заведения использовали это издание при изучении старославянского языка.
Ещё одно факсимильное издание памятника было выполнено при участии Н. Н. Розова в 1988 году.
Интересна судьба памятника в XX веке. Из-за того, что рукопись была украшена переплётом-окладом с драгоценными камнями, она чуть не погибла: в 1932 году её, разбив витрину, похитил водопроводчик. Злоумышленник, оторвав переплёт, закинул рукопись в шкаф (по другим сведениям — на шкаф), где её вскоре нашли.
В связи с празднованием 900-летия Остромирова Евангелия в 1957 году Е. Х. Трей провела первую реставрацию рукописи. Книгу решили не переплетать заново: «листы были сшиты хирургическим шелком», а сама рукопись помещена в «футляр из старого дуба».
Пространные отрывки памятника входили в обязательную программу дореволюционных школ.
Во многом на основе материала Остромирова Евангелия были созданы современные грамматики и словари старославянского языка. Памятнику и его языку посвящено немало исследований, однако язык этой рукописи, особенности её словаря по-прежнему требуют основательного изучения.

## Язык рукописи
В отличие от остальных памятников XI в. в Остромировом Евангелии наблюдается правильная передача редуцированных гласных звуков буквами ъ, ь. Данная фонетическая особенность была общей для старославянского и других славянских языков, поэтому русский переписчик по традиции хорошо передавал её на письме, хотя она в то время уже исчезала. Там же, где в XI в. уже наблюдались различия между старославянскими и русскими особенностями, переписчик невольно их смешивал. Это позволяет идентифицировать Остромирово Евангелие как один из первых памятников старославянского языка русской редакции.
Остромирово Евангелие имеет исключительное значение для сопоставления старославянских и древнерусских особенностей в памятниках XI в. Здесь наблюдается ряд древнерусских черт. К таким чертам в первую очередь относится смешение букв, ѧ, ѩ, ѫ, ѭ обозначавших носовые гласные, с буквами ѹ, ю, я. В древнерусском языке XI в. носовые гласные звуки, характерные ранее для всех славянских языков, уже совпали со звуками ѹ, ю, я. Поэтому Григорий, переписывая старославянский текст, не всегда правильно передавал на письме соответствующие буквы. Он пишет:
- рабѫ вместо рабѹ
- въкѹсить вместо въкѫситъ
- нѹждѫ вместо нѫждѫ
- землю вместо землѭ и др.

В Остромировом Евангелии отсутствуют старые формы сигматического и несигматического атематического аориста. Так, например, слово придѫ было заменено на придошѧ, а сослагательное наклонение было би заменено на бъӏ и т.п; В имперфекте также произошли изменения и вместо привычного окончания _шете/_шета во втором и третьем лице двойственного ч. и во втором лице мн. ч. употребляется _сте/_ста , а исконное окончание двойственного числа _те в большинстве случаев заменено на окончание _та.
Архаичная лексика от первоначального перевода в Остромировом Евангелии также во многом устранена:
- етеръ заменяется на нѣкыи
- спъӏти — на без оума
- съньмъ — на съборъ
- шюи — на лѣвыи
- прѣпрѫда — на багърѧница
- вълатисѧ — на погрѫжатися
- въслѣпати — на истѣкати
- искрь — на близъ
- пастъӏрь — на пастоухъ и т. п.;

Изменения также происходят и с греческими заимствованиями. Они вытесняются славянскими синонимами. Так вместо vпокритъ читается лицемѣръ; вместо стадiи — поприще и т. д. Такие языковые правки свидетельствуют о том, что Евангельская редактура была осуществлена в восточной Болгарии.
Вместо старославянских сочетаний ръ, лъ, рь, ль, передававших слоговые л и р, иногда употребляются древнерусские сочетания редуцированных гласных с плавными л, р:
- вьрхъ вместо врьхъ
- напълнишѧ вместо наплънишѧ
- скърбь вместо скръбь и др.

В основном редуцированные гласные ъ и ь с плавными сонантами р и л пишутся в Остромировом Евангелии с редуцированными после сонантов, как в южнославянских текстах. Но иногда они могут встречаться — прежде всего у первого писца — как отражающие восточнославянский.
Вместо старославянского окончания -омъ/-емъ в творительном падеже. ед. ч. у имён о-склонения в Остромировом Евангелии довольно часто употребляется вост.-слав. флексия -ъмь/-ьмь:
- гласъмь
- вѣтръмь
- доухъмь
- огньмь
- лицьмь
- сьрдьцьмь и др.

Особенно часто в памятнике встречаются древнерусские окончания глаголов третьего лица единственного и множественного числа -ть (оно также, по-видимому, является вост.-слав. особенностью):
- сѫть вместо сѫтъ
- имѫть вместо имѫтъ
- дасть вместо дастъ
- бысть вместо быстъ и др.

В Евангельском тексте Григорий последовательно передаёт старославянские неполногласные формы слов: гладъ, глава, гласъ и др. В послесловии он пользуется древнерусскими полногласными формами слов: въ новѣгородѣ, володимиръ и др.

## Текст Евангелия
- Интернет-ресурс «Остромирово Евангелие»
- Остромирово Евангелие, издание 1853 года.
- Остромирово Евангелие 1056—1057 гг. — 294 л. (просмотр онлайн)
- Остромирово Евангелие 1056—1057 гг. — 294 л. (отфотографированный репринт 1988 г., JPEG)
- Остромирово Евангелие 1056—1057 гг. — 294 л. (скачать PDF)
- Текст Остромирова Евангелия в Юникоде
- Остроми́рово Ева́нгелие